# Romaner för unga flickor
Romaner för unga flickor var en bokserie utgiven av B. Wahlströms förlag som utkom med 29 nummer från och med år 1933.
| Volym | Författare           | Titel                           | Utgivningsår |
| ----- | -------------------- | ------------------------------- | ------------ |
| 3     | Lisa Eurén-Berner    | Skicka hem n:r 7                | 1934         |
| 4     | Ruth Nissen-Drejer   | När var tar sin                 | 1934         |
| 5     | Maja Jäderin-Hagfors | Fröknarna Sköldkrantz' barnbarn | 1935         |
| 6     | Anne Hepple          | Fråga mig ej                    | 1935         |
| 11    | Maja Jäderin-Hagfors | Ulla flyger ut                  | 1937         |
| 17    | Maja Jäderin-Hagfors | I livets vår                    | 1939         |
| 18    | Lisa Högelin         | Fröken agronomen                | 1939         |
| 22    | Maja Jäderin-Hagfors | Marja griper in                 | 1940         |
| 27    | Maja Jäderin-Hagfors | Ing-Britt och hennes friare     | 1941         |